# Kasba Lake Airport
Kasba Lake Airport är en flygplats i Kanada.   Den ligger i territoriet Northwest Territories, i den centrala delen av landet, 2 400 km nordväst om huvudstaden Ottawa. Kasba Lake Airport ligger 336 meter över havet.
Terrängen runt Kasba Lake Airport är platt. Trakten runt Kasba Lake Airport är nära nog obefolkad, med mindre än två invånare per kvadratkilometer.. Det finns inga samhällen i närheten.